# WTA de Gstaad
O WTA de Gstaad – ou Ladies Championship Gstaad, na última edição – foi um torneio de tênis profissional feminino, de nível WTA International.
Realizado em Gstaad, na Suíça, retornou ao circuito em 2016, mas durou até 2018, quando foi substituído por Lausanne. Teve, anteriormente, dez edições - a maior parte, nos anos 1970. Os jogos eram disputados em quadras de saibro durante o mês de julho.

## Finais

### Simples
| Ano                                     | Campeã            | Vice-campeã           | Resultado     |
| --------------------------------------- | ----------------- | --------------------- | ------------- |
| 2018                                    | Alizé Cornet      | Mandy Minella         | 6–4, 7–66     |
| 2017                                    | Kiki Bertens      | Anett Kontaveit       | 6–4, 3–6, 6–1 |
| 2016                                    | Viktorija Golubic | Kiki Bertens          | 4–6, 6–3, 6–4 |
| Torneio não realizado entre 2015 e 1979 |                   |                       |               |
| 1978                                    | Virginia Ruzici   | Petra Delhees         | 6–2, 6–2      |
| 1977                                    | Lesley Hunt       | Helen Cawley          | 4–6, 7–5, 6–1 |
| 1976                                    | Michèle Gurdal    | Gail Lovera Benedetti | 4–6, 6–2, 6–3 |
| 1975                                    | Glynis Coles      | Linky Boshoff         | 9–7, 2–6, 8–6 |
| 1974                                    | Helga Hösl        | Lea Pericoli          | 4–6, 6–4, 6–3 |
| 1973                                    | Julie Anthony     | Raquel Giscafré       | 6–4, 7–5      |
| 1972                                    | Kazuko Sawamatsu  | Pam Teeguarden        | 6–3, 4–6, 6–2 |
| 1971                                    | Françoise Dürr    | Lesley Hunt           | 6–3, 6–3      |
| 1970                                    | Rosemary Casals   | Françoise Dürr        | 6–2, 5–7, 6–2 |
| 1969                                    | Françoise Dürr    | Rosemary Casals       | 6–4, 4–6, 6–2 |

### Duplas
| Ano                                     | Campeãs                                   | Vice-campeãs                       | Resultado         |
| --------------------------------------- | ----------------------------------------- | ---------------------------------- | ----------------- |
| 2018                                    | Alexa Guarachi Desirae Krawczyk           | Lara Arruabarrena Timea Bacsinszky | 4–6, 6–4, [10–6]  |
| 2017                                    | Kiki Bertens Johanna Larsson              | Viktorija Golubic Nina Stojanović  | 7–64, 4–6, [10–7] |
| 2016                                    | Andrea Hlaváčková Peng Shuai              | Gabriela Dabrowski Yang Zhaoxuan   | 7–5, 3–6, [10–7]  |
| Torneio não realizado entre 2015 e 1979 |                                           |                                    |                   |
| 1977                                    | Helen Cawley Rayni Fox                    | Mary Carillo Lesley Hunt           | 6–0, 6–4          |
| 1976                                    | Betsy Nagelsen Wendy Turnbull             | Brigitte Cuypers Annette Du Plooy  | 6–4, 6–4          |
| 1975                                    | Linky Boshoff Lea Pericoli                | Glynis Coles Belinda Thompson      | 7–5, 6–1          |
| 1974                                    | Helga Hösl Lea Pericoli                   | Kayoko Fukuoka Michelle Rodriguez  | 6–2, 6–0          |
| 1973                                    | Julie Anthony Raquel Giscafré             | Chang Ching-Ling Carmen Coronado   | 6–2, 6–0          |
| 1972                                    | Fiorella Bonicelli María-Isabel Fernández | Julie Heldman Pam Teeguarden       | 6–3, 6–3          |
| 1971                                    | Brenda Kirk Laura Rossouw                 | Françoise Dürr Lea Pericoli        | 8–6, 6–3          |